# Terken Khatun
Terken Khatun ("Tyrkernes dronning"), var regent i seldsjukkernes rige i Mellemøsten mellem 1092 og 1094. Hun var gift med seldsjukkernes sultan Malik-Shah I og var mor til sultan Mahmud I.